# Darreh Shahr (shahrestan)
Darreh Shahr (persiska: دره‌شهر), även translittererat som Dareh Shahr eller Darrehshahr, eller Shahrestan-e Darreh Shahr (شهرستان دره‌شهر), är en delprovins (shahrestan) i Iran. Den ligger i provinsen Ilam, i den västra delen av landet. Administrativt centrum är staden Darreh Shahr.
Delprovinsen hade 43 708 invånare 2016.